# Seth Putnam
Seth Edward Putnam (Boston, 15 maggio 1968 – 11 giugno 2011) è stato un cantante e polistrumentista statunitense.
Frontman e fondatore del gruppo grindcore Anal Cunt e degli Impaled Northern Moonforest, è morto a soli 43 anni nel 2011 a causa di un probabile arresto cardiaco.